# Christopher Hansen
Christopher "Chris" R. Hansen és un empresari estatunidenc nascut a San Francisco el 29 d'abril de l'any 1968. El març de l'any 2008 va fundar Valiant Capital Management, un fons d'inversió amb seu a San Francisco, Califòrnia. Es calcula que per a l'any 2012 compta amb un patrimoni de 2.7 Bilions de dòlars en actius.

## Vida personal
Hansen es va mudar a Seattle, Washington amb la seva mare el 1973 després que els seus pares se separessin. El seu primer treball, als 10 anys, va ser el de repartidor de diaris al sud del comtat de King. Als 15 anys, va començar a treballar com a rentaplats i cuiner a una cafeteria, on va treballar fins que es va graduar l'any 1986 a Roosevelt High School. Posteriorment Chris es va graduar amb honors de la Universitat Estatal de San Diego l'any 1991 i també amb MBA de la Marshall School of Business de la USC el 1996.

## Carrera
Abans de fundar Valiant Capital Management, Hansen va servir com a analista i soci de Montgomery Securities and Blue Ridge Capital a San Francisco. El gener de 2013, un grup liderat per Hansen va arribar a un acord per comprar els Kings de Sacramento i reubicar l'equip a Seattle, però el 29 d'abril de 2013, el comitè de reubicació de la NBA va recomanar per unanimitat que els propietaris dels altres equips de la NBA rebutgessin la proposta dels actuals propietaris, la família Maloof, que es va presentar en nom de Hansen.
Posteriorment Chris continua treballant per a retornar l'NBA a Seattle i d'aquesta manera poder recuperar l'equip de la seva infància, els Seattle Supersonics.